# Live Phish Volume 9
Live Phish Volume 9 è un album dal vivo dei Phish, pubblicato il 16 aprile 2002 (insieme ai Volumi 7, 8, 10, 11 e 12 della serie Live Phish) dalla Elektra Records. Il disco documenta integralmente il concerto tenuto la sera del 26 agosto 1989 al Townshend Family Park di Townsend (un paesino di poco più di 1 000 abitanti del Vermont).
Quando i Phish iniziarono a selezionare i concerti da pubblicare nella serie Live Phish, il chitarrista Trey Anastasio richiese che venisse inserita almeno una registrazione degli anni ottanta. Questo concerto in 3 set fu scelto in quanto considerato all'unanimità uno dei momenti più efficaci e rappresentativi dell'attività dal vivo dei Phish nel periodo dei secondi anni '80: i Phish erano nel pieno della loro fase progressive e la maggior parte dei pezzi sono brani molto strutturati ed articolati, mentre le parti di rock più semplice e diretto sono affidate alle cover Bold as Love di Jimi Hendrix e La Grange degli ZZ Top.
Il concerto venne diviso in 3 successivi set e terminò con 3 bis. Al termine del secondo set, il frontman Trey Anastasio annuncia una pausa più lunga della precedente con le parole "we'll let the sun go down a little".

## Tracce

### Disco 1
Primo set:
1. "Fluffhead"
2. "Colonel Forbin's Ascent"
3. "Fly Famous Mockingbird"
4. "Harry Hood"
5. "Split Open and Melt"
6. "The Divided Sky"

### Disco 2
Continuazione del primo set:
1. "You Enjoy Myself"
2. "Possum"

Secondo set:
1. "Andy Griffith Theme"
2. "Bold as Love"
3. "Ya Mar"
4. "Slave to the Traffic Light"
5. "AC/DC Bag"
6. "Donna Lee"
7. "Funky Bitch"
8. "Foam"

### Disco 3
Continuazione del secondo set:
1. "David Bowie"

Terzo set:
1. "The Man Who Stepped Into Yesterday"
2. "Avinu Malkenu|Avenu Malcanu"
3. "Suzy Greenberg"
4. "Dinner and a Movie"
5. "Run Like an Antelope"

Eseguiti come bis:
1. "Contact"
2. "The Lizards"
3. "La Grange"